# IX Equilibrium
IX Equilibrium es el tercer álbum de estudio de la banda de black metal sinfónico Emperor. La banda comento que este trabajo había marcado un "retorno a sus raíces", ya que la música de este álbum presenta un sonido más oscuro y crudo, aunque es muy diferenciable con el estilo de los álbumes anteriores, ya que además contiene una mezcla entre voces limpias y gritos desgarradores típicos del black metal, a la par de interludios sinfónicos relajados que vienen acompañados de estruendosas y veloces guitarras.

## Lista de canciones
| N.º | Título                            | Duración |  |
| 1.  | «Curse You All Men!»              | 4:41     |  |
| 2.  | «Decrystallizing Reason»          | 6:23     |  |
| 3.  | «An Elegy of Icaros»              | 6:39     |  |
| 4.  | «The Source of Icon E»            | 3:43     |  |
| 5.  | «Sworn»                           | 4:30     |  |
| 6.  | «Nonus Aequilibrium»              | 5:49     |  |
| 7.  | «The Warriors of Modern Death»    | 5:00     |  |
| 8.  | «Of Blindness & Subsequent Seers» | 6:48     |  |
| 9.  | «Outro» (Hidden track)            | 0:28     |  |

Bonus de la edición Digipak
| Digipack edition bonus tracks |                                                                       |          |  |
| N.º                           | Título                                                                | Duración |  |
| 10.                           | «Curse You All Men!» (en vivo en The Astoria, Londres, julio de 1999) | 4:34     |  |
| 11.                           | «Sworn» (remix por Ulver en Endless Studios)                          | 5:39     |  |

## Créditos
- Ihsahn – voz, guitarras, sintetizador, bajo, programación
- Samoth – guitarra adicional
- Trym – batería, percusión